# Kolding Challenger 2007
Il Kolding Challenger 2007, noto come Kobstaedernes ATP Challenger per motivi di sponsorizzazione, è stato un torneo di tennis facente parte della categoria ATP Challenger Series nell'ambito dell'ATP Challenger Series 2007. Il torneo si è giocato a Kolding in Danimarca dal 15 al 21 ottobre 2007 su campi in cemento indoor.

## Vincitori

### Singolare
Lukáš Lacko ha battuto in finale  Gilles Müller con il punteggio di 7–6(3), 6–4

### Doppio
Frederik Nielsen /  Rasmus Norby hanno battuto in finale  Philipp Petzschner /  Alexander Peya con il punteggio di 4–6, 6–3, [10-8]